# Pomadasys bipunctatus
Pomadasys bipunctatus és una espècie de peix de la família dels hemúlids i de l'ordre dels cipriniformes que es troba a Xile.